# Pauly Shore
Pauly Montgomery Shore (Los Angeles, 1º febbraio 1968) è un attore e comico statunitense.

## Biografia
Pauly Shore è cresciuto a Beverly Hills e si è diplomato alla Beverly Hills High School nel 1986. Alto 1,71 m, è vegetariano.

## Filmografia parziale

### Attore

#### Cinema
- Per gioco e... per amore (For Keeps?), regia di John G. Avildsen (1988)
- 18 Again!, regia di Paul Flaherty (1988)
- Lost Angels, regia di Hugh Hudson (1989)
- Wedding Band, regia di Daniel Raskov (1989)
- Diario di un fantasma (Phantom of the Mall: Eric's Revenge), regia di Richard Friedman (1989)
- Il mio amico scongelato (Encino Man), regia di Les Mayfield (1992)
- Class Act, regia di Randall Miller (1992) - non accreditato
- Mamma, ho trovato un fidanzato (Son in Law), regia di Steve Rash (1993)
- Operazione Desert Storm (In the Army Now), regia di Daniel Petrie Jr. (1994)
- Un lavoro da giurato (Jury Duty), regia di John Fortenberry (1995)
- Tonto + tonto (Bio-Dome), regia di Jason Bloom (1996)
- Una rapina tira l'altra (The Curse of Inferno), regia di John Warren (1997)
- The Wash, regia di DJ Pooh (2001)
- Pauly Shore Is Dead, regia di Pauly Shore (2003)
- Opposite Day, regia di R. Michael Givens (2009)
- Stonerville, regia di Bill Corcoran (2011)
- Bucky Larson: Born to Be a Star, regia di Tom Brady (2011)
- Pororo 5: Treasure Island Adventure, regia di Kim Hyun-Ho (2019)

#### Televisione
- I quattro della scuola di polizia (21 Jump Street) – serie TV, episodio 2x04 (1987)
- A cuore aperto (St. Elsewhere) – serie TV, episodio 6x16 (1988)
- Sposati... con figli (Married... with Children) – serie TV, episodio 3x14 (1989)
- CBS Summer Playhouse – serie TV, episodio 3x02 (1989)
- The Larry Sanders Show – serie TV, episodio 3x12 (1994)
- Beverly Hills 90210 (Beverly Hills, 90210) – serie TV, episodio 6x35 (1996)
- Mr. Rhodes – serie TV, episodio 1x16 (1997)
- Pauly – serie TV, 7 episodi (1997)
- V.I.P. Vallery Irons Protection (V.I.P. Vallery Irons Protection) – serie TV, episodio 1x02 (1998)
- Nash Bridges – serie TV, episodio 5x11 (1999)
- Entourage – serie TV, 3 episodi (2005-2007)
- Hawaii Five-0 – serie TV, episodio 5x22 (2015)
- Liverspots and Astronots – serie TV, 4 episodi (2018)

### Regista
- Pauly Shore Is Dead (2003)
- Pauly Shore Stands Alone – documentario (2014)

## Doppiatore
- George in Bobby's World (Bobby's World) (1990-1993)
- Robert Zimmeruski in In viaggio con Pippo (A Goofy Movie) (1995)
- Moccio in Casper - Un fantasmagorico inizio (Casper: A Spirited Beginning) (1997)
- L'oracolo in Casper e Wendy - Una magica amicizia (Casper Meets Wendy) (1998)
- Deejay in King of the Hill (King of the Hill) (1999)
- Robert Zimmeruski in Estremamente Pippo (An Extremely Goofy Movie) (2000)
- Pauly Shore in Futurama (Futurama) (2000)
- Justin in Father of the Pride (Father of the Pride) (2004)
- Il gatto in Il dottor Dolittle 5 (Dr. Dolittle: Million Dollar Mutts) (2009)

## Doppiatori italiani
Nelle versioni in italiano dei suoi lavori, Pauly Shore è stato doppiato da:
- Oreste Baldini ne Il mio amico scongelato, Hawaii Five-0
- Alessio Cigliano in Mamma, ho trovato un fidanzato

Da doppiatore è sostituito da:
- Nanni Baldini ne In viaggio con Pippo, Estremamente Pippo
- Tullio Solenghi in Casper - Un fantasmagorico inizio
- Vittorio De Angelis in Futurama
- Luca Sandri ne Il dottor Dolittle 5